# 大湯間歇泉

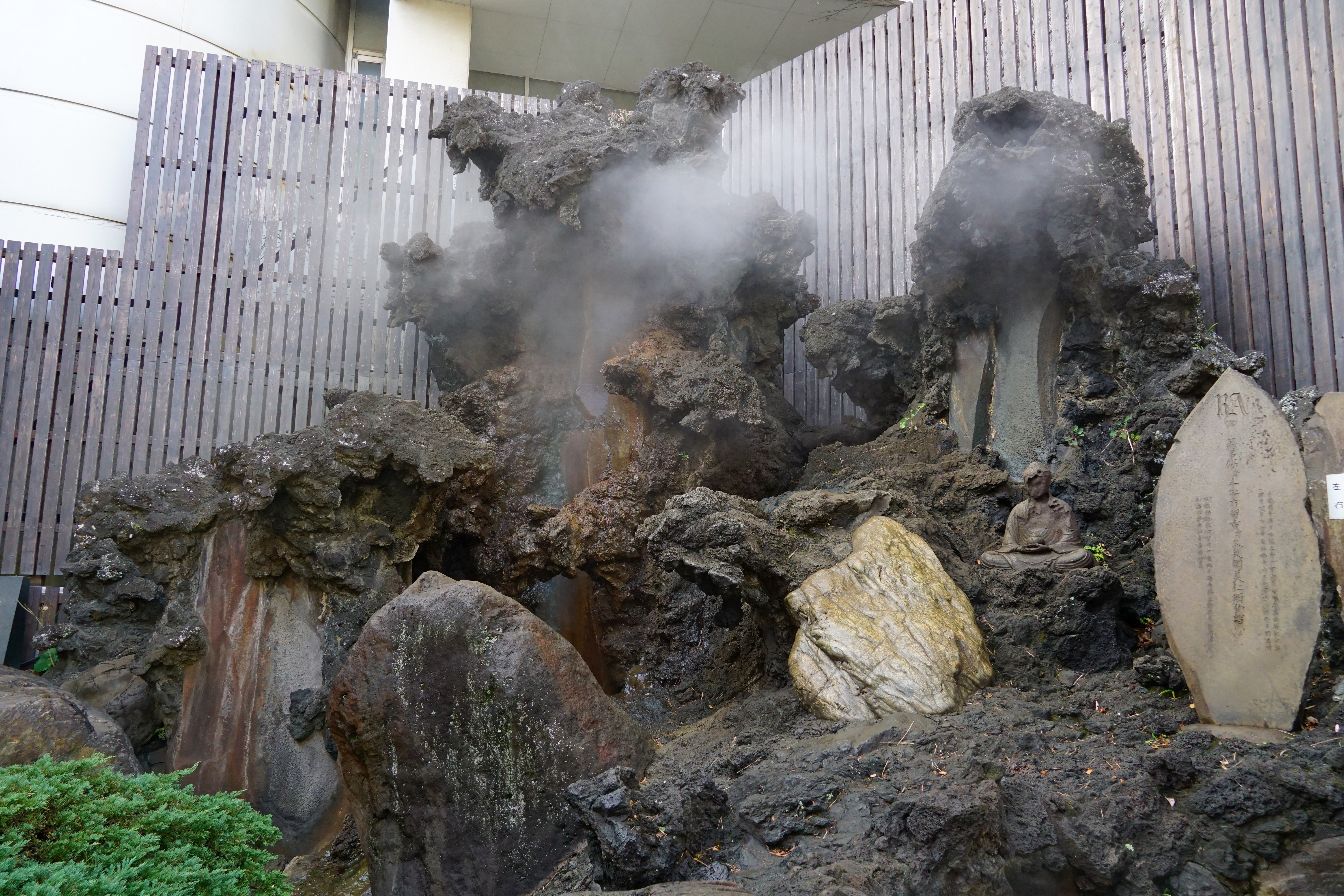
熱海温泉の大湯間歇泉

大湯間歇泉（おおゆかんけつせん）は、静岡県熱海市上宿町にある、かつての熱海温泉の中心的な源泉だった間歇泉（間欠泉）。単に大湯（おおゆ）とも。
少し坂を上がったところに関連する神社である湯前神社（湯前権現）がある。
現在は、人工的に温泉を噴出させている。

## 歴史

### 古代・中世

#### 伊豆風土記
『伊豆風土記』の記述（713年）には、
| 天孫降臨に先立って大己貴命は、秋津の国の民が若死にするのを憫んで少彦名命に製薬温泉之術を与えて伊豆国の神の湯に遺わされた。この湯は普通の湯ではなくて一昼夜に二度烈しく沸騰して噴出する。これを桶に入れて身を浸すと諸病が悉く治った。 |

と書かれており、これは大湯間歇泉のことだとされている。

#### 万巻上人と湯前権現

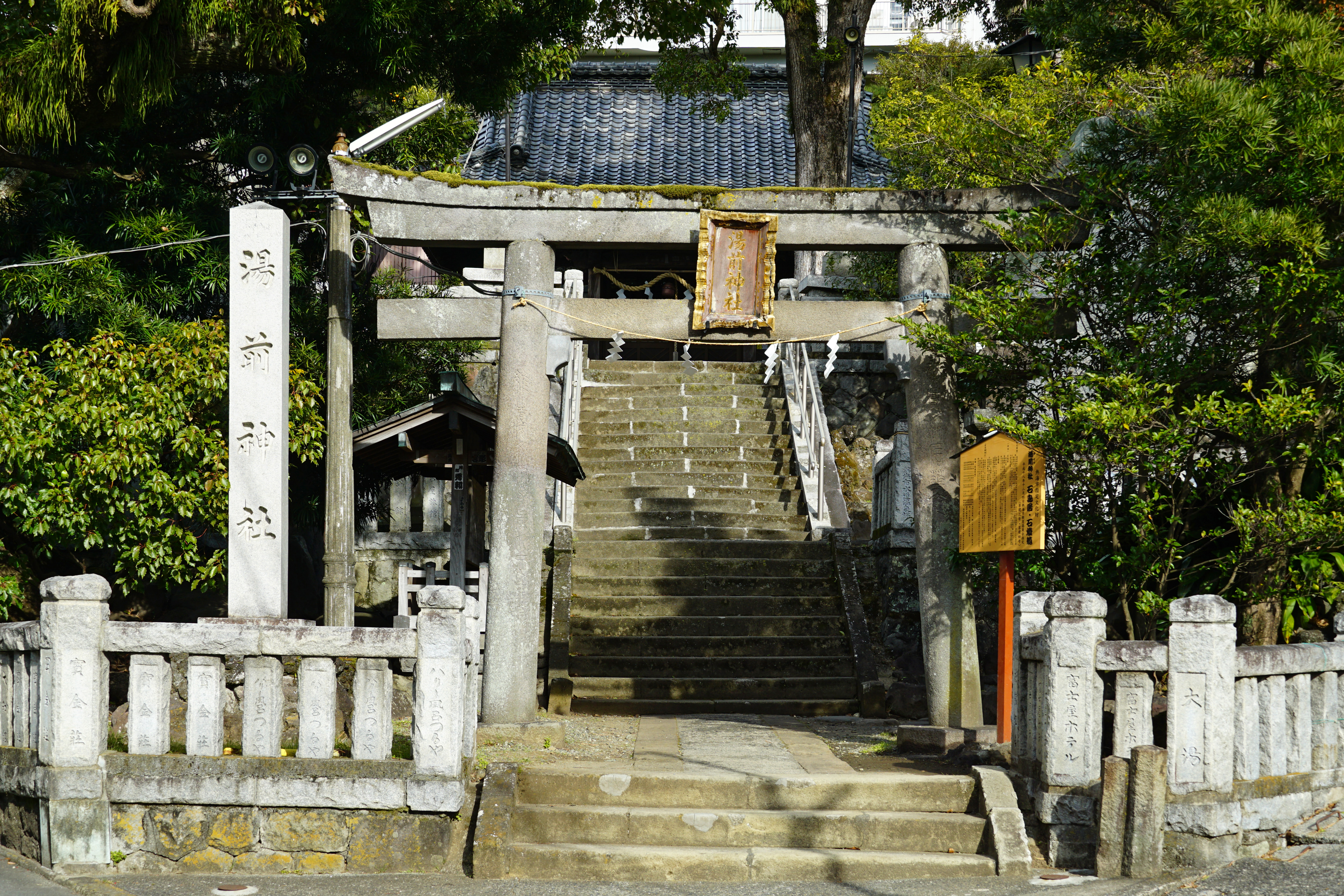
湯前神社（湯前権現）

熱海温泉（大湯）の開湯伝説として、奈良時代（749年）に箱根の万巻上人が、海中に沸く熱湯によって魚類が焼け死ぬ被害を被っていた漁民たちの訴えを聞き、祈願によって泉脈を海中から山里のこの大湯へと移し、「この前に社を建てて拝めば、現世も病を治す、来世も幸せに暮らせる」と人々に説き、薬師如来と少彦名神を祀る社である湯前権現（湯前神社）を創らせたという社伝が伝わっている。

#### 源実朝の和歌
また、鎌倉時代の鎌倉幕府第3代将軍・源実朝は、箱根権現（箱根神社）から伊豆山権現（伊豆山神社）へと至る「二所詣」の過程で、「都(みやこ)より 巽(たつみ=南東)にあたり 出湯(いでゆ)あり 名は吾妻路(あづまじ)の 熱海(あつうみ)といふ」という歌を残したとされ、湯前神社に歌碑も建てられている。

### 近世

#### 豊臣秀次と曲直瀬道三
1593年（文禄2年）9月初め、関白・豊臣秀次が40日余り熱海（大湯）に湯治に来ており、その間、曲直瀬道三も熱海まで往診に来たとされる。

#### 徳川家康と江戸幕府
徳川家康は、1602年（慶長7年）に熱海（大湯）に湯治に訪れ、さらに1604年（慶長9年）3月にも、徳川義直、徳川頼宣の2人の息子を連れて7日間滞在し、同年9月には、京都で病気療養中だった吉川広家の見舞いとして熱海（大湯）の湯を運ばせたとされる。
江戸幕府第3代将軍徳川家光は、大湯に程近い現在熱海市役所がある場所に、湯治用の「御殿」（ごてん）を作り、第4代将軍徳川家綱以降は大湯の温泉を真新しい檜の湯樽に汲み、江戸城まで運ばせる「御汲湯」（おくみゆ）が始められ、当初は人夫達が担いで運んでいたが後に船で海運されるようになり、第8代将軍徳川吉宗は8年間で3,643個の湯桶を江戸城まで運ばせるなど、熱海（大湯）の湯は徳川将軍家に愛用された（この故事に因み、かつては「湯汲みレース」が行われていたが、現在は、湯前神社の秋季例大祭初日に「湯汲み道中パレード」が行われている）。

#### 湯戸による支配
江戸時代に幕府の直轄地（天領）となった熱海村では、大湯の周辺に引湯権を持った27軒の湯戸（ゆこ）と呼ばれる特権的な温泉宿が連なって湯治場が形成されており、大名・旗本用の本陣・脇本陣としては今井家の「一碧楼」と渡辺家の「一色亭」があった。本陣であった今井家の宿帳には、1629年（寛永6年）から幕末の1845年（弘化2年）までの200年余りの間に、全国の城主65名が来湯したと記録されている。また、明和から慶応までの約100年の間に、熱海（大湯）について書かれた代表的な紀行文だけでも36編が存在するとされる。
こうして江戸時代に名声を高めた熱海温泉（大湯）は、「温泉番付」で行司役になるほどの知名度と特権的格付けを獲得した。
27軒の湯戸は、単に大湯の引湯権を持っているだけでなく、将軍に献湯を行う地域の名士として温泉場全体に支配的な力を持ち、熱海七湯の大湯以外の源泉付近にある宿屋に対して、内湯・二階建・縁のある畳を禁止させるなど、その営業を監視・制限してきた。

#### 幕末の英仏公使
江戸幕末の1860年には、前年に赴任した初代駐日イギリス公使ラザフォード・オールコックが、外国人初の富士山登頂の帰りに熱海（大湯）に立ち寄ったが、愛犬トビー（スコティッシュ・テリア）が大湯間歇泉で火傷を負い死んでしまう出来事があり、村人が手厚く葬ったという。この出来事は本人の著作である『大君の都』内でも触れられており、熱海来訪の記念と愛犬トビー供養のために、大湯間歇泉の北脇にはオールコックの記念レリーフとトビーの墓が設置されている。
また、第2代駐日フランス公使レオン・ロッシュも、度々熱海に湯治に訪れ、温泉療法で健康が回復したと祖国に手紙を書いている。

### 近代

#### 噏滊館と熱海御用邸

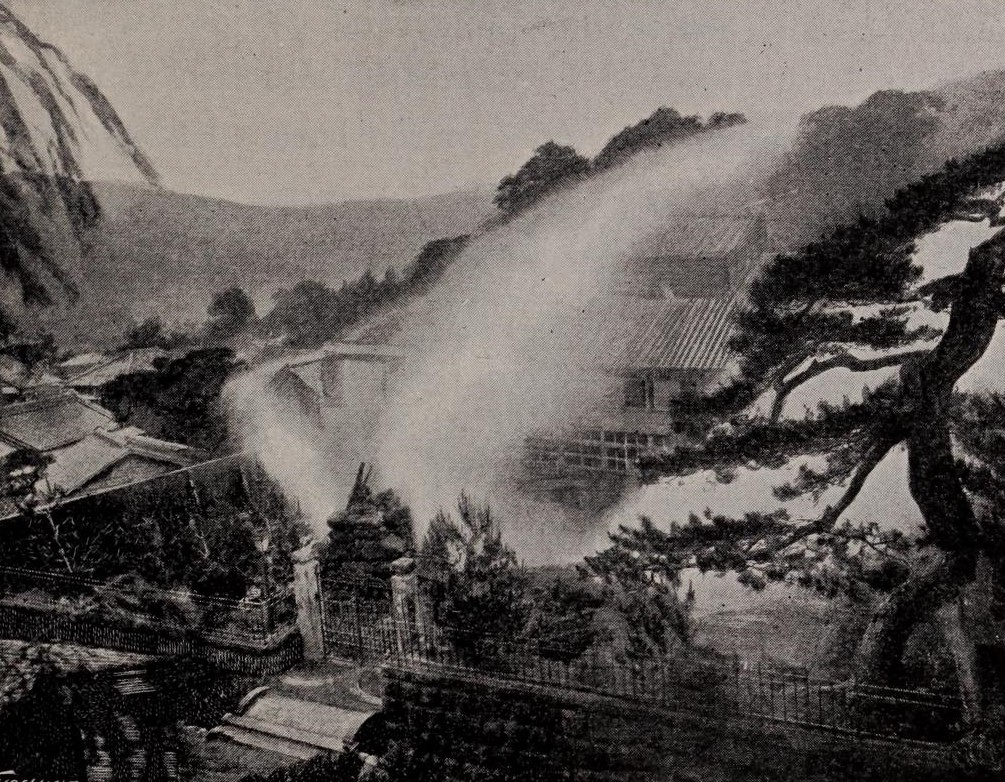
明治時代（1899年）の大湯間歇泉と噏滊館（きゅうきかん）

明治時代に入ると、明治天皇の皇太子の教養主任陸軍中将で、後の東宮太夫・将軍・枢密院顧問である曽我祐準が、1875年（明治8年）から熱海に通いリウマチを治療したとされ、また岩倉具視の命を受けた内務省の長与専斎、肥田浜五郎らが、1886年（明治19年）に大湯間歇泉付近に日本初の温泉療養所「噏滊館（きゅうきかん）」を作った（1920年（大正9年）に焼失）。
そのこともあって、熱海には多くの政治家や政府高官が保養や会談のために訪れており、東京との連絡を取るために、1889年（明治22年）1月1日には、東京～熱海間で日本最初の市外電話が敷かれた（現在、大湯間歇泉の南脇には、このことを記念する電話ボックスが設置されている）。
また、大湯に程近い「御殿」跡は明治維新後、熱海村の公有地になっていたが、1878年（明治11年）に三菱の岩崎彌太郎が買い上げ、大部分を1883年（明治16年）に宮内省に献納、当時の皇太子（後の大正天皇）療養のための「熱海御用邸」が1889年（明治22年）6月に竣工し、1931年（昭和6年）に廃止されて熱海町（当時）に払い下げられるまで存続していた（現・熱海市役所）。

#### 周辺開発と大湯間歇泉の減衰
他方で、明治維新によって江戸時代までの湯戸による支配体制が崩れると、内湯を禁じられてきた熱海七湯の大湯以外の源泉周辺で、各旅館による源泉開発（掘削）が盛んに行われるようになり、江戸時代まで7つ（熱海七湯）だった源泉が、明治維新から10数年後の1880年代（明治10年代）中頃には26にまで増えた。
こうした「乱開発」状況の中、静岡県は1884年（明治17年）に熱海温泉と修善寺温泉に対して、日本初の源泉取締規則を制定し、温泉場・源泉の管理を行う組合・取締所を作らせた。
しかし、1896年（明治29年）の豆相人車鉄道（後・熱海鉄道）開通以降の旅行客増大や、更に1904年（明治37年）からは日露戦争での傷病兵療養地域として、熱海を含む湯河原〜伊豆の温泉場が指定されて温泉客が急増したこともあり、「乱開発」の流れは止められず、1905年（明治38年）3月から大湯間歇泉の噴出回数と湧出量が顕著に減るようになり、紛争に発展した。
世界三大間歇泉とまで謳われ、江戸時代には一日に8回噴出していた大湯間歇泉は、1884年（明治17年）には一日6回にまで数を減らしていたが、1905年（明治38年）に本多光太郎・寺田寅彦が調査した際には、近隣の源泉掘削と連動して、5月1日には一日4回8分、5月20日には4回4分、5月26日には3回6分と減衰を見せ、1911年（明治44年）11月には2回3分まで減衰した。湧出量も、1905年（明治38年）に一日1,200石だったのが、1911年（明治44年）には600石に半減した。
こうした事態に対し、県は警部長を派遣して原因となった新規源泉を埋立させたり、源泉開発を警察の認可制にし、違反罰則も強化した新たな取締規則を制定したり、それまで林業・漁業の管理のみ行っていた財産区「熱海区」に源泉の管理・調整も行わせる「区有温泉」制度導入などの対策を行い、大湯の相対的な地位は低下し続けていく。
1921年（大正10年）- 1923年（大正12年）に、再び大湯間歇泉の減衰が生じて紛争となり、県は1922年（大正11年）に行政権限を強めた取締規則改正を行い介入した。1923年（大正12年）5月に他の源泉の湧出制限を行い、熱海温泉全体の7,000石のうちの3,000石を減らすほどの制限を行っても、大湯は一日1回の噴出と100石の湧出量を回復するのがせいぜいだった。
1923年（大正12年）9月1日に発生した関東大地震（関東大震災）によって、熱海町は津波被害を中心に壊滅的な被害を受けたが、逆に大湯をはじめとする源泉の湧出量は湯を利用せずに海に流すほど一時的に急増し、更に半年も過ぎると再び湧出量が減少し始めるという不安定な状況を受け、1924年（大正13年）から町長主導で源泉の（「区有」から）「町有」への移行を模索する動きが始まった。
1925年（大正14年）3月25日に国鉄熱海線（小田原 - 熱海）が熱海まで開通したが、同時期に大湯間歇泉がついに枯渇する事態が生じ、県が5月に復活工事を試みるも失敗し、遺跡として保存することが決定された。こうした未曾有の事態を前に、温泉関係者は「熱海温泉組合」を組織することを6月に決定し、12月に発足した。
震災の復興が進まず、財政が悪化し、湧出量も減少するなど、悪環境の中で調整が難航していたが、丹那トンネル開通を数年後に控えた1931年（昭和6年）1月、町会で「町有温泉」の整備が決定され、主要な源泉の取得と新規源泉開発によって、「熱海市」が発足する直前の1936年（昭和11年）7月1日にそれを確立し、翌年1937年（昭和12年）の市制施行に伴い「市有温泉（市営温泉）」へと移行した。

#### 文化財としての大湯間歇泉
1962年（昭和37年）、大湯間歇泉のかつての姿を再現し、文化財として保存するための工事が行われ、8 - 19時の間に温泉を人工的に「4分ごとに3分間噴湯」させる仕様に設定された。1976年（昭和51年）には、熱海駅前に温泉を噴出させる同様の人工間歇泉モニュメントを設置した（2014年（平成26年）に駅前再開発工事に伴い撤去）。
1968年（昭和43年）には、市と日本電信電話公社（当時）によって日本初の市外電話を記念した電話ボックスが南脇に設置され、2018年（平成30年）1月23日にはラザフォード・オールコックの記念レリーフが熱海ライオンズクラブによって北脇に設置された。
2019年（令和元年）5月14日には、1,360万円をかけて行われた再整備工事が完成し、江戸時代の山東京山が書いた名所案内記「熱海温泉図彙（ずい）」の絵図を参考に、松と格子状の木柵を配置して当時の雰囲気を再現した。